# PGZ Stocznia Wojenna
PGZ Stocznia Wojenna Sp. z o. o. – stocznia działająca w sektorze nowych budów i remontów okrętów wojennych oraz jednostek specjalistycznych miesząca się na terenie Portu Gdynia na Oksywiu w bezpośrednim sąsiedztwie Portu Wojennego Gdynia. Powstała w 2017 roku, a działalność operacyjną rozpoczęła w 2018 roku po przejęciu majątku Stoczni Marynarki Wojennej, będącej w upadłości likwidacyjnej. Kontynuując tradycję Stoczni Marynarki Wojennej oraz Warsztatów Portowych Marynarki Wojennej jest najstarszą z aktualnie istniejących stocznią w Polsce, działając od 1922 roku.

## Historia
Pierwsza polska stocznia nad Morzem Bałtyckim po odzyskaniu niepodległości została utworzona 10 maja 1922 roku, wskutek przeniesienia Warsztatów Portowych Marynarki Wojennej z Modlina do Pucka. W okresie powojennym Warsztaty Portowe ponownie weszły w skład Portu Wojennego w Gdyni-Oksywiu, sformowanego wówczas jako Główny Port Marynarki Wojennej. Dlatego też w lecie 1945 roku otrzymały nazwę Warsztaty Remontowe Środków Pływających Głównego Portu Marynarki Wojennej. Ostatecznie w 1950 roku zakład został przekształcony w Stocznię Marynarki Wojennej.
22 grudnia 2009 roku Sąd Rejonowy Gdańsk-Północ w Gdańsku wydał postanowienie o ogłoszeniu upadłości Stoczni Marynarki Wojennej SA z możliwością zawarcia układu z wierzycielami. Ze względu na pogarszającą się sytuację i brak perspektyw zawarcia układu z wierzycielami, w dniu 7 kwietnia 2011 r. Sąd Rejonowy Gdańsk-Północ w Gdańsku wydał postanowienie zmieniające sposób prowadzenia postępowania upadłościowego z postępowania z możliwością zawarcia układu na postępowanie obejmujące likwidację majątku upadłego.
W maju 2017 została podpisana umowa przedwstępna na zakup majątku będącej w upadłości likwidacyjnej Stoczni Marynarki Wojennej w Gdyni. Jedynym oferentem w przetargu była spółka PGZ Stocznia Wojenna, spółka utworzona w tym samym roku przez Polską Grupę Zbrojeniową.
W 2018 stocznia odnotowała stratę na działalności w wysokości 26,56 mln zł. W efekcie podjęto szereg działań restrukturyzacyjnych, wśród nich m.in. przeznaczenie na sprzedaż 7 ha terenów stoczni przy ul. Śmidowicza 48 za cenę ofertową 85 mln zł netto. W 2019 strata wyniosła – 64,6 mln, w 2020 – 18,6 mln (efekt sprzedaży bocznicy), zaś strata w 2021 dzięki wspomnianej sprzedaży gruntów zmniejszyła się do 1,5 mln zł.

## Realizowane projekty

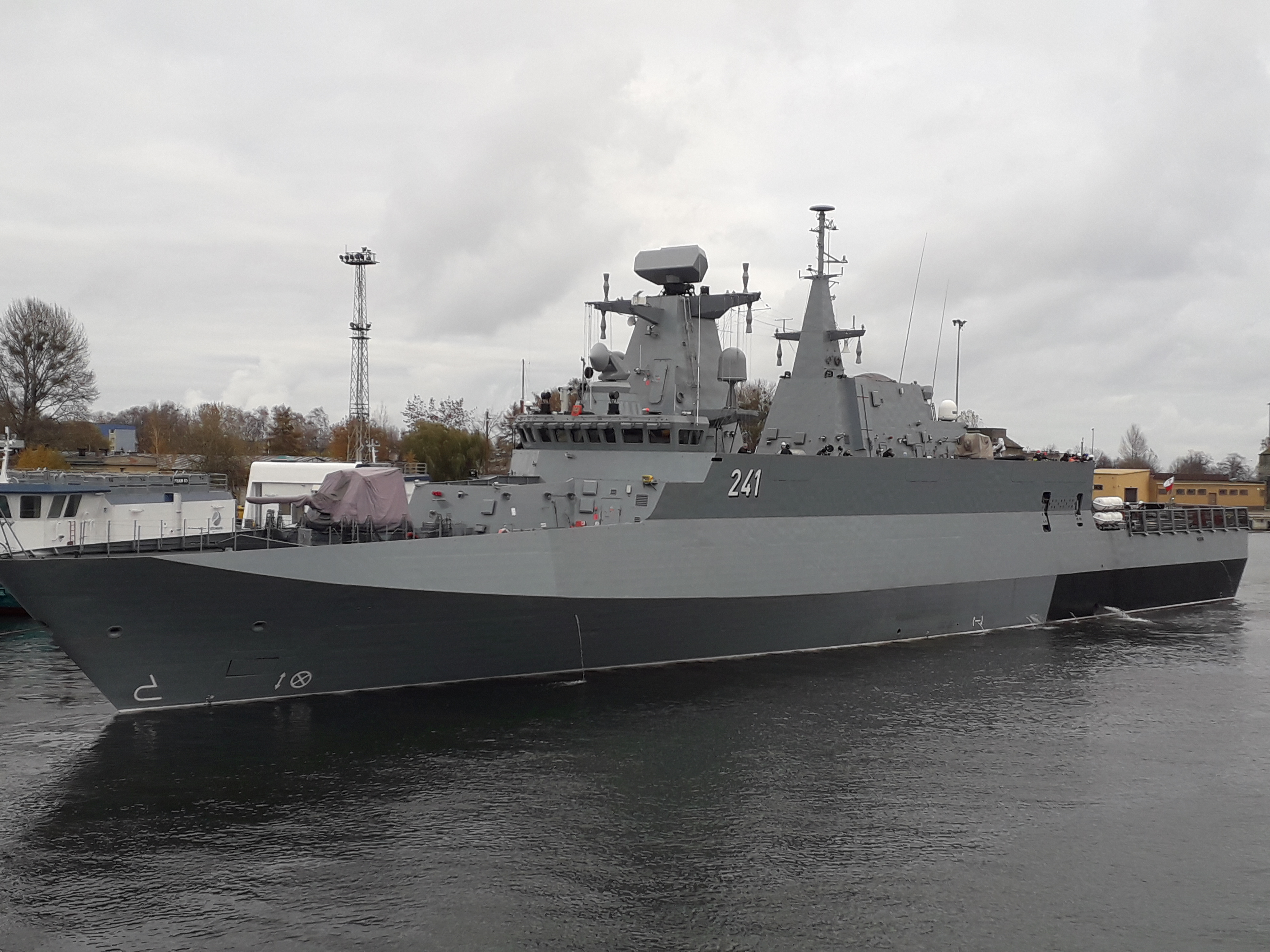
ORP „Ślązak” podczas pierwszego wyjścia z PGZ Stoczni Wojennej na próby morskie

Wśród głównych realizowanych przez Stocznię projektów można wskazać:
- dokończenie budowy i przekazanie do Marynarki Wojennej RP w listopadzie 2018 roku korwety patrolowej ORP „Ślązak”,
- remont i modernizacja w latach 2019-2021 okrętu dowodzenia ORP „Kadm. Xawery Czernicki”[6].

Zakontraktowane w 2019 roku głębokie naprawy główne-dokowe okrętów MW RP:
- ORP „Gen. Tadeusz Kościuszko”
- ORP „Arctowski”

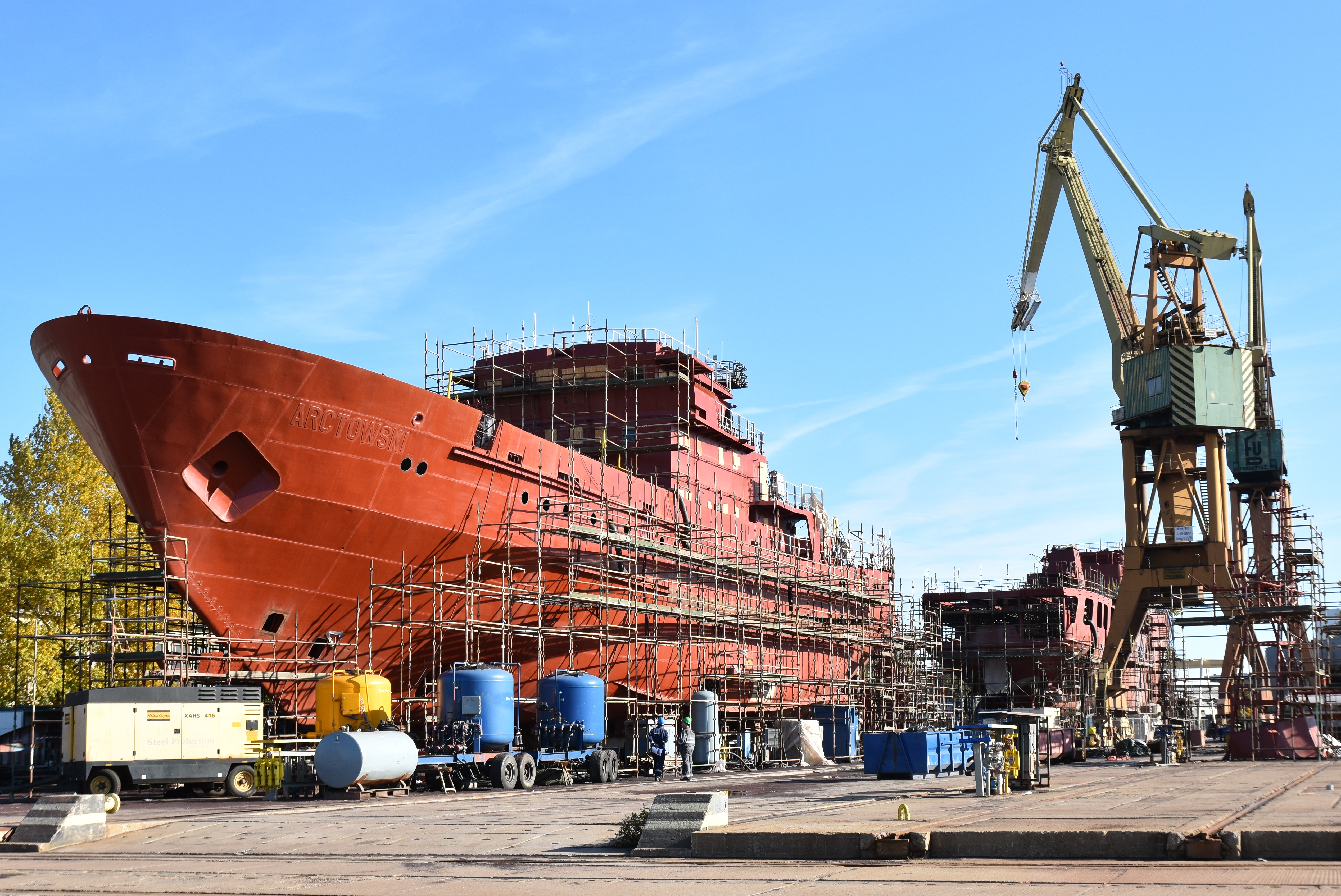
ORP „Arctowski” podczas prac remontowych w PGZ Stoczni Wojennej

Dodatkowo PGZ Stocznia Wojenna przejęła kontynuację projektów remontowych prowadzonych wcześniej przez Stocznię Marynarki Wojennej:
- ORP „Piast”
- ORP „Śniardwy”

PGZ Stocznia Wojenna uczestniczy także w programie budowy dwóch niszczycieli min typu Kormoran II (OORP „Mewa” i „Albatros”) dostarczając na te okręty systemy Zintegrowanego Mostka Nawigacyjnego i Nawigacji Taktycznej.
W styczniu 2021 roku, stocznia wygrała przetarg na remont okrętu-muzeum ORP „Błyskawica”. Remont ma być przeprowadzony w do maja 2021 roku, czyli rozpoczęcia sezonu wystawienniczego.

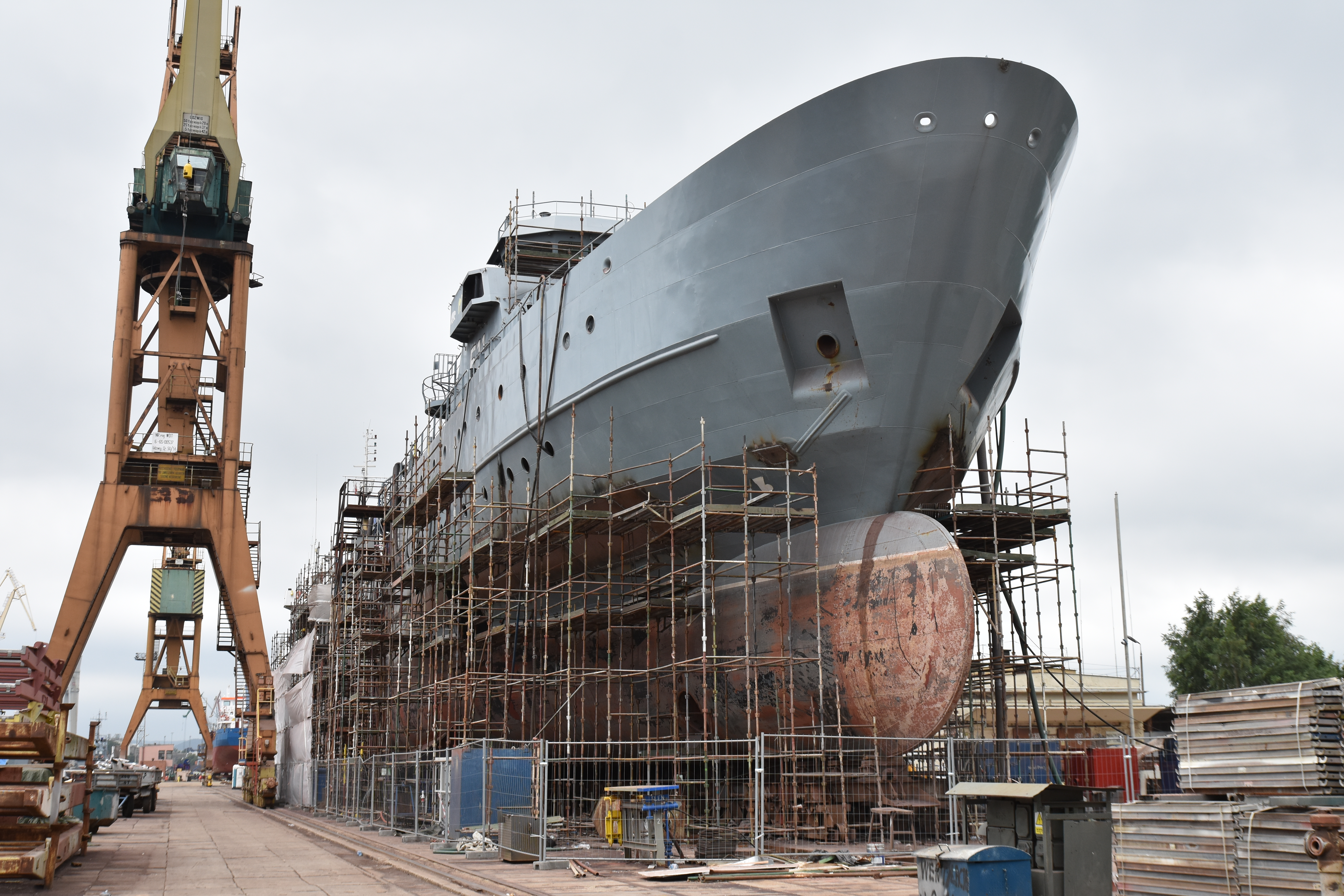
ORP „Kadm. Xawery Czernicki” podczas prac remontowych w PGZ Stoczni Wojennej

## Charakterystyka
PGZ Stocznia Wojenna oferuje usługi w zakresie projektowania, remontów, przebudów, modernizacji i budów okrętów wojennych oraz jednostek dla innych służb mundurowych i państwowych.
Potencjał techniczny PGZ Stoczni Wojennej:
- dok pływający
  - zdolność udźwigu 8 000 t
  - długość całkowita 150 m
  - szerokość wewnętrzna 27 m
  - zanurzenie nad kilblokami 8 m
  - dźwigi 2 x 8 t
  - maksymalna długość podnoszonego statku 160 m, szerokość 25 m, zanurzenie 7,7 m
- podnośnik mechaniczny z 14 stanowiskami roboczymi
  - zdolność udźwigu 2 500 t
  - długość całkowita 100 m
  - szerokość wewnętrzna 22 m
  - zanurzenie nad kilblokami 5 m
  - maksymalna długość podnoszonego statku 104 m, szerokość 21 m, zanurzenie 4,7 m
  - uzbrojone nabrzeża o łącznej długości ponad 2 000 m